# Angiopteris somae
Angiopteris somae är en kärlväxtart som först beskrevs av Bunzo Hayata, och fick sitt nu gällande namn av Tomitaro Makino och Nemoto. Angiopteris somae ingår i släktet Angiopteris och familjen Marattiaceae. Inga underarter finns listade i Catalogue of Life.